# 면천군자정
면천군자정은 대한민국 충청남도 당진시 면천면 성상리, 연못인 군자지 가운데에 위치한 정자이다. 1993년 5월 21일 당진시의 향토유적 제1호로 지정되었다.

## 개요
군자정은 연못인 군자지 가운데에 위치한 정자로, 고려 충렬왕때의 지군사인 곽충령이 못을 파고 연꽃을 심어 염계의 애련설을 따라 못의 이름을 지었다는 기록이 있다.